# Жимолость Толмачёва
Жи́молость Толмачёва (лат. Lonicera tolmatchevii) — кустарник, вид рода Жимолость (Lonicera) семейства Жимолостные (Caprifoliaceae), эндемик острова Сахалин, растущий в лесах, расположенных в речных долинах и в приречных зарослях кустарников.
Редкое растение, занесённое в Красную книгу России. Охранный статус: таксон с неуклонно сокращающейся численностью в результате изменений условий существования или разрушения местообитаний, который в дальнейшем может попасть находящихся под угрозой исчезновения.
Также включён в Красную книгу Сахалинской области. Общая численность растений этого вида составляет 500—1000 экземпляров.

## Название
Этот вид жимолости назван в честь впервые собравшего его образцы ботаника Александра Иннокентьевича Толмачёва (1903—1979).

## Ботаническое описание

### Морфология
Кустарник высотой до 1,5 метров. Кора серовато-охристая, на старых ветвях светло-серая, гладкая. Молодые побеги железистые, у основания с отвороченными почечными чешуями.
Листья длиной 4—7 см, шириной до 4 см, эллиптические или яйцевидно-эллиптические с короткозаострённой верхушкой. Сверху ярко-зелёные, вдоль жилок покрыты короткими волосками и желёзками, снизу более светлые, с более длинными (около 1 мм) полуприжатыми волосками.
Цветёт жимолость Толмачёва в июне—августе. Одна — две пары четырёхгранных цветоносов расположены в пазухах нижних листьев побегов. Цветки жёлтые, венчик узкоконический или почти трубчатый, длиной около 2 см, снаружи густо железистый и волосистый. Зубцы отгиба короткие, прямостоячие. Тычинки и столбик короче венчика. Прицветники крупные (до 1 см длиной), яйцевидные.
Плоды элипсоидальные, диаметром 8—11 мм, чёрные, без сизого налёта.

### Размножение
Семенами этот вид жимолости размножается редко, в основном размножение вегетативное. Интересен его механизм: во время паводков течение реки пригибает и заносят почвой части куста, что позволяет побегам укорениться.

## Применение
Жимолость Толмачёва — декоративное и почвоукрепляющее растение. Культивируется в некоторых ботанических садах России, в частности, в Главном ботаническом саду Российской Академии Наук, ботаническом саду МГУ в Москве, ботанических садах Санкт-Петербурга, Йошкар-Олы и Сыктывкара.